# 高屋町溝口
高屋町溝口（たかやちょうみぞぐち）とは、広島県東広島市の大字。全域で住居表示未実施である。

## 概要
高屋地区南部に位置しており、町域北側を中心に農村地帯が広がる。
1990年に山陽自動車道が開通した当初はICなどの施設はなかったが、2010年に高屋IC・JCTが開通して東広島呉自動車道と接続し、呉市方面への新たな結節点となった。さらに東広島高田道路が全通すれば、安芸高田市や中国縦貫自動車道方面への連絡も容易になることが期待される。
かつては白鳥神社の社領だったという。旧西高屋村の一部に相当する。

## 沿革
- 1889年（明治22年）4月1日 - 町村制施行。賀茂郡溝口村他7村が合併し、西高屋村が発足する。溝口村は「溝口」として西高屋村の大字となる[5][6]。
- 1954年（昭和29年）3月31日 - 賀茂郡東高屋村と西高屋村が合併し、高屋村が発足する。溝口は高屋村の大字となる[5][6]。
- 1955年（昭和30年）3月31日 - 高屋村が豊田郡小谷村を編入。同日町制施行して高屋町となる[7]。
- 1974年（昭和49年）4月20日 - 高屋町が周辺3町と合併し、東広島市が発足。溝口は「高屋町溝口」として東広島市の大字となる[5][8]。

## 交通

### 鉄道
町内に鉄道路線は通っていない。最寄り駅は西高屋駅（JR山陽本線）。

### バス
町内にバス路線は通っていない。西高屋駅前（高屋町中島）のバス停が最寄りである。

### 道路

#### 高速道路
- 山陽自動車道 - 高屋JCT・IC
- 東広島呉自動車道 - 高屋JCT・IC
- 東広島高田道路 - 高屋JCT・IC

高屋JCT・ICは東広島呉自動車道ならびに東広島高田道路の起点となっている。このうち東広島高田道路については高屋JCT・ICから高屋町郷までの約1kmが東広島道路の一部として暫定二車線で供用されている。

## 学区
公立小・中学校に通学する場合、高屋西小学校および高屋中学校に通学することになる。

## 世帯数・人口
2024年11月末での世帯数は100世帯、人口は211人である。

## 面積
2020年時点での面積は2.329225819km2である。